# Похороны (фильм)
«Похороны» — криминальная драма Абеля Феррары, вышедшая на киноэкраны в 1996 году.

## Сюжет
Действие фильма происходит в Нью-Йорке во время великой депрессии. Картина начинается с похорон гангстера Джонни Темпио. У убитого остались два брата: холодный и невозмутимый Рэй и горячий и неуравновешенный Чез, которые обещают отомстить за смерть родственника. Главным подозреваемым становится Гаспар — конкурент братьев за контроль над городом, который на самом деле не совершал этого убийства. В то же время жена Рэя Джин пытается уговорить мужа не совершать кровавой мести, а жена Чеза Клара пытается побороть взрывной характер своего мужа.

## В ролях
- Кристофер Уокен — Рэймундо «Рэй» Темпио
- Крис Пенн — Чезарино «Чез» Темпио
- Винсент Галло — Джованни «Джонни» Темпио
- Бенисио дель Торо — Гаспар Сполья
- Аннабелла Шиорра — Джин
- Изабелла Росселлини — Клара
- Гретхен Мол — Хелен

## Награды и критика
На Венецианском кинофестивале в 1996 году фильм получил Кубок Вольпи за лучшую мужскую роль (за роль второго плана) (Крис Пенн) и Приз Международной Католической организации в области кино, а также был номинирован на Золотого льва.
На сайте Rotten Tomatoes фильм имеет 83% положительных оценок на основе 24 обзоров. В 2009 году журнал Empire поставил «Похороны» на 7 место в списке 20-ти величайших гангстерских фильмов.